# 동아병원

동아병원(東亞病院, Dong-A Hospital)은 대한민국의 의료기관이다.
광주광역시 남구 대남대로 238에 위치하고 있다.

## 연혁
1995년: 전라남도 광주 남구지역 최초의 정형외과 관절병원으로 개원

## 설립정신
- 지역의 보건향상
- 안전한 관절병원

## 조직
병원장
| - QPS실 - 감염관리실 - 고객지원실 - 홍보과 | - 진료지원(영상의학실, 재활치료센터, 진단검사의학실) - 진료부 - 간호부 - 총무부(시설관리과, 영양실, 미화실) - 원무심사부(원무과, 진료비심사실, 의무기록실, 전산실) | - 약제과 |

### 진료과목
정형외과, 신경외과, 내과, 외과, 산부인과, 응급의학과, 마취통증의학과, 영상의학과, 진단검사의학과, 치과